# بيتر غوردون (طاهي)
بيتر غوردون (بالإنجليزية: Peter Gordon)‏ هو طاهي نيوزيلندي، ولد في 1963 في وانجانوي في نيوزيلندا.

## وصلات خارجية
- الموقع الرسمي